# مارک‌کلیبرگ
شهر مارک‌کلیبرگ (به آلمانی: Markkleeberg) در ایالت زاکسن در کشور آلمان واقع شده‌است.